# Achille Dien
Louis Félix Achille Dien, né le 27 décembre 1827 à Paris où il est mort le 2 janvier 1904, est un peintre et violoniste français.

## Biographie
Fils du graveur Félix-Antoine Dien (1790-1874), Achille Dien est élève de Joseph Clavel au Conservatoire national de musique de Paris dans la classe préparatoire de violon. Il devient professeur de violon et prend part à des concerts publics et privés à Paris.
Il se marie à Paris le 7 janvier 1852 avec la musicienne Léonie Pellecat (1831–1898).
Membre du Salon des artistes français, il obtient une médaille de bronze à l'Exposition universelle de Paris de 1889 puis à celle de 1900. Il obtient en 1885 une médaille de bronze en 2e section fusain de l'Exposition internationale de blanc et noir
Camille Saint-Saëns lui dédie sonConcerto pour violon no 2 en do majeur, op. 58.
Il est, par ailleurs, en 1880 l'exécuteur testamentaire du compositeur Napoléon Henri Reber.
Il meurt le 2 janvier 1904 au sein de la Maison Dubois dans le 10e arrondissement de Paris.

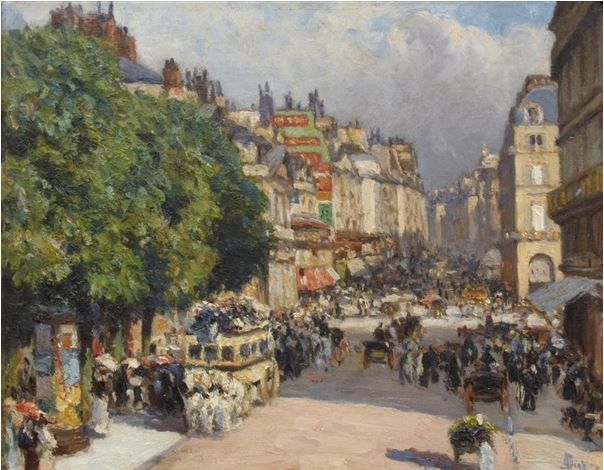
Scène de rue à Paris, localisation inconnue.
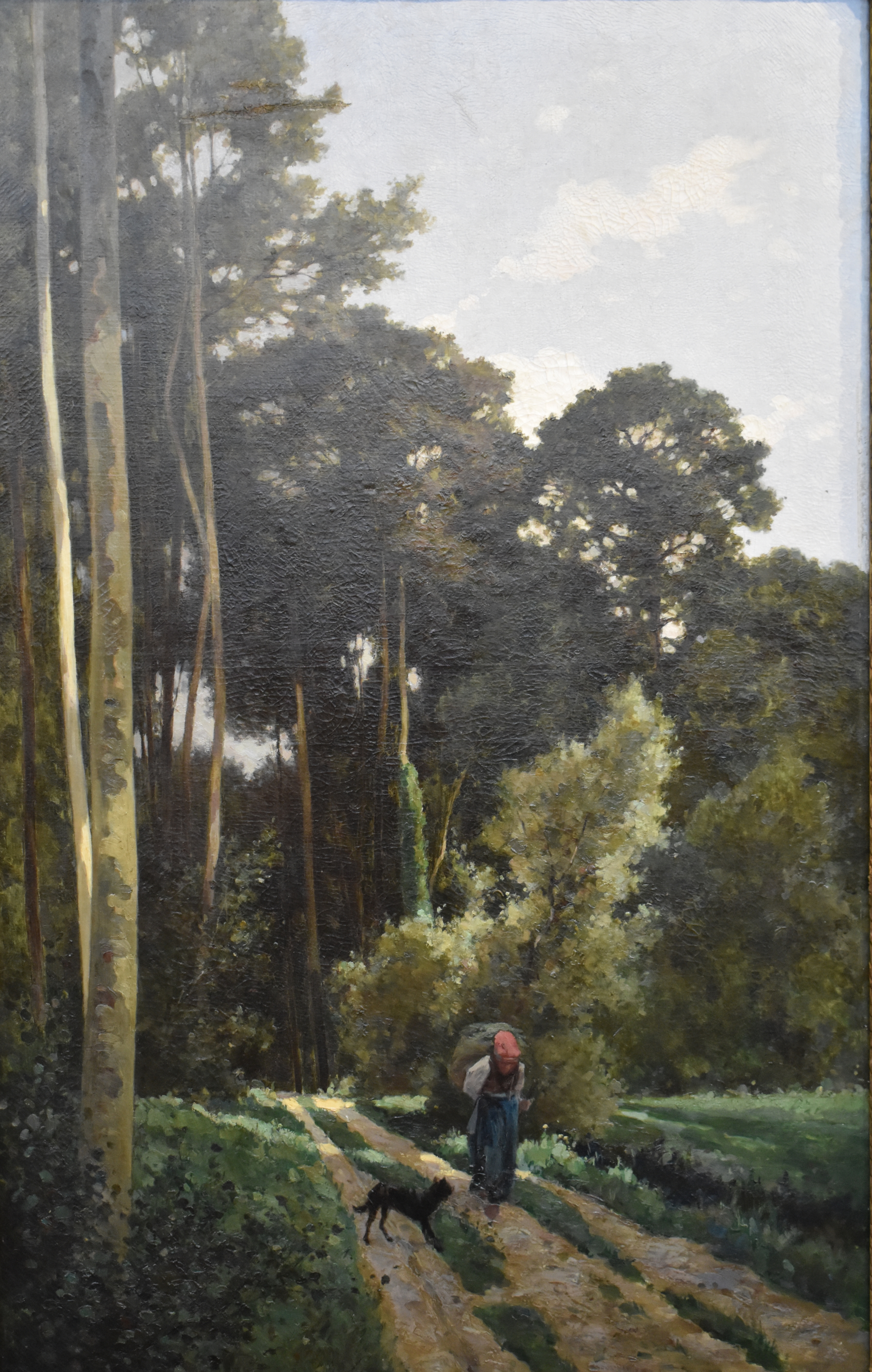
Lisière d'un bois, Salon de 1870, musée Salies.
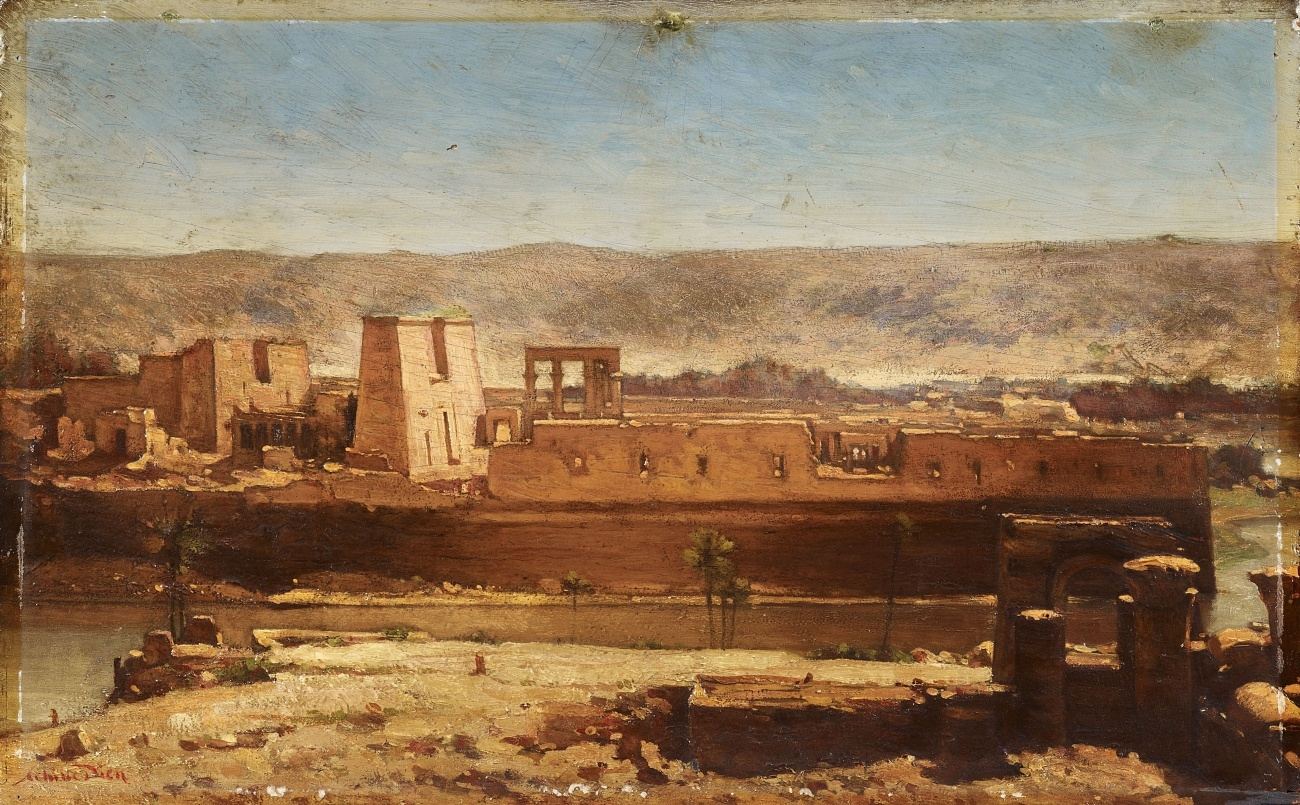
Paysage du Nil, localisation inconnue.